# Урух (дорожний роз'їзд)
Урух (рос. Урух) — дорожний роз'їзд у Терському районі Кабардино-Балкарії Російської Федерації.
Орган місцевого самоврядування — сільське поселення Плановське. Населення становить 3 особи.

## Історія
Згідно із законом від 27 лютого 2005 року органом місцевого самоврядування є сільське поселення Плановське.

## Населення
| 2002 | 2010 |
| ---- | ---- |
| 36   | ↘3   |